# غانيش أشاريا
غانيش أشاريا (بالإنجليزية: Ganesh Acharya)‏ هو مصمم رقص ومخرج هندي، ولد في 14 يونيو 1971 في تاميل نادو في الهند.